# Hjördis Oldfors
Hjördis Hanna Maria Oldfors, född 28 november 1920 i Göteborg, död april 2014 i Göteborg, var en svensk keramiker. 

## Biografi
Hjördis Oldfors var dotter till köpmannen Oscar Olsson och Ragnhild Jörlander. Hon studerade vid Slöjdföreningens skola i Göteborg 1947–1950 samt bedrev privata studier i måleri, skulptur och vävning.  
Hon startade en egen keramikateljé under namnet Bränd form i Göteborg men 1952 erbjöds hon en tjänst vid Upsala-Ekeby AB där hon verkade fram till 1959. Under denna tid formgav hon bland annat modellerna Poäng, Kokos, Trio, Palma och Granit. Hon deltog i företagets utställningar i Göteborg 1957, Hälsingborgsutställningen 1955 en separatutställning i Uppsala 1958 samt en minnesutställning 2015 på Uppsala konstmuseum. Efter tiden i Uppsala återvände hon till Göteborg och ägnade sig åt keramik, textilkonst och måleri samt som lärare i måleri och keramik i Göteborg. Föremål producerade av Oldfors har ett Hj i en cirkel som signatur. 
Oldfors finns representerad bland annat vid Upplandsmuseet, Nationalmuseum, Hallands konstmuseum och Nordenfjeldske Kunstindustrimuseum i Trondheim.